# سقوط هواپیمای سی-۱۳۰ (۱۳۸۴)
سقوط لاکهید سی ۱۳۰هرکولس ارتش ایران در مجتمعی مسکونی در تهران در حدود ساعت ۱۴ سه‌شنبه پانزدهم آذر ۱۳۸۴، ۱۰۶ کشته و ۹۰ زخمی برجا گذاشت. این هواپیمای باری-نظامی از نوع سی-۱۳۰ بود و ۹۴ مسافر شامل اعضای ارتش و خبرنگاران را برای پوشش خبری رزمایشی تحت عنوان عاشقان ولایت که در چابهار در جنوب‌شرقی ایران برگزار می‌شد، از تهران به بندرعباس می‌برد. این هواپیما لحظاتی پس از پرواز، در نزدیکی فرودگاه مهرآباد تهران بر فراز یک ساختمان ده طبقه (نه طبقه مسکونی و یک طبقه ورودی) سقوط کرد.
خلبان پس از ترک فرودگاه مهرآباد با گزارش نقص فنی در موتور هواپیما تقاضای بازگشت به فرودگاه را می‌کند اما در حین بازگشت دچار آتش‌سوزی شده و با ساختمان مسکونی ده طبقه‌ای (بلوک ۵۲) در شهرک توحید در منطقهٔ فرودگاهی مهرآباد (در فاصلهٔ دو کیلومتری جنوب فرودگاه) برخورد می‌کند.
خلبان چندین بار درخواست فرود در [فرودگاه امام خمینی] را می‌کند که به او اجازه نمی‌دهند. چندین بار نیز درخواست فرود در فرودگاه سابق قلعه مرغی را می‌کند که به او اجازه نمی‌دهند. این سانحه شباهت زیادی به سانحه پرواز ۱۸۶۲ ال عال دارد.
از ۱۰۶ نفر تلفات گزارش‌شده، ۹۴ نفر سرنشین هواپیما بوده‌اند که در دم جان سپرده‌اند و ۱۲ تن از کشته‌شدگان از ساکنین ساختمان ده طبقه و افراد حاضر در اطراف آن بوده‌اند.∗
در پی این حادثه، بسیاری انتقادات خود را متوجهٔ ارگان‌های نظامی مانند وزارت دفاع نمودند و حتی طرحی هم برای استیضاح وزیر دفاع وقت، محمد نجار در روز ۱۹ آذر ۱۳۸۴ در مجلس مطرح شد که بعداً از دستور کار خارج گردید.

## شرح حادثه
شبکه ایمنی هوانوردی در گزارش خود با ذکر شرح فنی کوتاهی از این حادثه، زمان آن را ۱۴:۱۰ روز ۱۵ آذر ۱۳۸۴ ذکر می‌کند ∗:

«هواپیمای باری هرکولس فرودگاه مهرآباد را به سمت بندرعباس ترک کرد. مسافران هواپیما تعدادی از خبرنگاران ایرانی بودند که قرار بود رزمایشی را پوشش خبری دهند. خلبان مشکل فنی nr.4 را حدود ۸ دقیقه پس از برخاستن اعلام می‌کند و درخواست فرود اضطراری در فرودگاه مهرآباد را می‌کند. در حین نزدیک شدن به باند شمارهٔ ۲۹L با استفاده از سامانهٔ ابزار فرود، هواپیمای سی-۱۳۰ به یک مجتمع مسکونی ۱۰ طبقه در منطقهٔ مسکونی «آذری» برخورد کرد. میدان دید در زمان حادثه در حدود ۱۵۰۰ متر گزارش شده‌است.»

سردار سرتیپ علیرضا افشار دربارهٔ دقایق آخر سقوط گفته‌است ∗:

«از چهار مایلی باند که خلبان وضعیت را نرمال (عادی) اعلام کرده‌است تا هنگام سقوط که یک لحظه صدای فریاد یا حسین با هم ضبط شده‌اند، به مدت یک دقیقه و ۵۰ ثانیه هیچ‌گونه پیامی ارسال نشده‌است.»

## دیده‌های شاهدان
«دو موتور از چهار موتور هواپیما از کار افتاده و هواپیما به صورت کج و با زاویه تندی نسبت به زمین سقوط کرده‌است. به گفته این افسر ارتشی که شناخت کافی هم نسبت به پرواز دارد، خلبان هواپیما تلاش بسیاری کرده تا هواپیما را روی خیابان جنب ساختمان بنشاند، اما چون هواپیما به حال کج درآمده و کنترلش از دست خلبان خارج بوده، نتوانسته آن را به سمت خیابان هدایت کند که در نتیجه هواپیما به گوشه ساختمان و طبقه اول اصابت می‌کند.» ∗

«ساعت ۱۳:۴۵ دقیقه بود من با اتومبیل در حوالی خیابان شمشیری بودم که ناگهان صدای انفجار مهیبی رخ داد. دود غلیظی که از یکی از بلوک‌های شهرک توحید برخاست توجه همه را به خود جلب نمود. من با پارک نمودن اتومبیل خود به طرف شهرک دویدم. هیچ چیز معلوم نبود فقط دود بود و خاک. هواپیمای سی - ۱۳۰ در منطقه توحید سقوط کرده  بود . اهالی می‌گفتند که در طبقه چهارم این آپارتمان ۱۰ طبقه گاز منفجر شده‌است. چند دقیقه نگذشته بود که شعله‌های آتش همه جای ساختمان را فرا گرفت.»∗

## دلایل و شواهد حادثه

### دلایل احتمالی
- نقض فنی هواپیما و سهل‌انگاری مقامات مسوول:

«برخی از رسانه‌ها گفته‌اند که خلبان هواپیما با پی بردن به وجود نقص فنی کوتاه مدتی پس از ترک باند پرواز دو بار از برج مراقبت مهرآباد درخواست اجازه بازگشت و فرود اضطراری کرد اما به دلیل ترافیک سنگین فرودگاه با این درخواست موافقت نشد. خبرنگار بی‌بی‌سی می‌گوید مقامات ارتش به شدت هر نوع سهل‌انگاری را تکذیب کرده‌اند و از آنجا که این هواپیما در یک مأموریت نظامی شرکت داشت، در مورد روش‌های جاری آمادگی پرواز سئوالات صریحی مطرح نمی‌شود.∗

- دستور نادرست به خلبان در هنگام رخداد نقص فنی در هواپیما:

«نقص فنی در هواپیمای C-130 پس از گذشت هشت دقیقه از پرواز، رخ داده که در آن لحظه هواپیما در اواسط مسیر تهران ـ قم قرار داشته‌است و اگر اصرار مرکز کنترل پرواز و مسئولان حاضر در فرودگاه مهرآباد نبود، این هواپیما امکان فرود بدون سانحه در سه نقطهٔ فرودگاه امام، اتوبان قم ـ تهران و بیابان‌های جنوب غربی تهران را داشته‌است.»∗

### دلایل اعلام‌شده
سردار سرتیپ علیرضا افشار در گفتگو با خبرگزاری فارس گفت ∗:

«ایراد خلبان به دستگاه V.O.R ناوبری یدکی بوده‌است که رفع عیب گردیده و دستگاه مذکور، ربطی به خراب شدن موتور نداشته‌است. وی با اشاره به نحوه پدیدار شدن سانحه بر اساس بررسی‌ها اضافه کرد: هواپیما پس از ۸ دقیقه پرواز، به خاطر اشکال در یک موتور آن، در حالیکه می‌توانسته با ۳ موتور به پرواز ادامه دهد، با تصمیم خلبان برای رعایت احتیاط درخواست برگشت به مبدأ (فرودگاه مهرآباد) را می‌نماید و تا ۳ کیلومتری فرودگاه مهرآباد هیچ گونه مشکلی گزارش نگردیده‌است. وی افزود: موضوع حادثه در ۳ کیلومتری فرودگاه مهرآباد که به دلیل نقص فنی جدید یا احتمالاً خطای خلبان بوده‌است، پس از بررسی‌های فنی هیئت کارشناسی مشخص خواهد شد.»

### شواهد پس از حادثه
سردار افشار در گفتگوی دیگری در مورد وجود جعبهٔ سیاه هواپیما گفت∗:

«تمامی هواپیماهای سی ۱۳۰ به‌طور کلی فاقد جعبه سیاه (FDR) هستند، ولی نوار مکالمه خلبان با برج فرودگاه مهرآباد و برج کاروان (برج کوچک نیروی هوایی ارتش) و هم چنین تصویر گراف از حرکت هواپیما در رادار موجود بوده و مورد بررسی قرار گرفته‌است.»

## کشته‌ها و زخمی شدگان
از ۱۲۸ نفر تلفات گزارش شده، ۹۴ نفر داخل هواپیما بوده‌اند (شامل ۱۰ نفر خدمه∗) که در دم جان سپرده‌اند و دست‌کم ۳۴ تن
از کشته‌شدگان از ساکنین ساختمان و افراد حاضر در اطراف آن بوده‌اند.∗
در میان این فهرست بجز تیم پرواز بقیهٔ افراد وابسته به رسانه‌ها (روزنامه‌ها، خبرگزاری‌ها، صدا و سیما و بخش‌های رسانه‌ای ارگان‌های نظامی) به چشم می‌خورند. بنابر گزارش محمد باقر قالیباف شهردار تهران از این ۹۴ نفر ۴۰ نفر خبرنگار بوده‌اند که فهرستی نام‌های ایشان در اطلاعیهٔ خانه عکاسان ایران∗ آمده‌است.
تلفات فعلی از میان ساکنین مجتمع ساختمانی به دلیل انفجار ذخیرهٔ سوخت هواپیما در هنگام برخورد و انفجار گاز شهری است. خبرگزاری دانشجویان ایران در گفتگویی با دکتر پناهی، رئیس اورژانس تهران، از زخمی شدن ۱۳۲ نفر در این حادثه خبر داده‌است.

## پی‌گیری دلایل حادثه
عباس افشار پدر یکی از خبرنگارانی که فرزندش را در این حادثه از دست داده به خبرگزاری ایسنا گفته که سیزده سال پس از سقوط هواپیمای نظامی خبرنگاران ایرانی «پرونده آن به نتیجه نرسیده» و او هنوز پیگیر این پرونده است.
آقای افشار گفته «می‌خواهم بدانم آن کسی که از نقص فنی هواپیما اطلاع داشت چرا اجازه پرواز را صادر کرد. تا جایی که اطلاع دارم من تنها کسی هستم که دیه فرزندم را نگرفتم تا پیگیر پرونده باشم. طبق چک لیستی که من از آن خبر دارم این هواپیما از دو ماه قبل از سقوط بیش از ۱۰۰ مورد نقص فنی یا فرود اضطراری داشته‌است حالا سؤال این است که چرا به چنین هواپیمایی اجازه پرواز دادند؟ من اشتباه کردم آن موقع باید از مسئولی که بدون توجه به ایمنی پرواز اجازه مأموریت به خبرنگاران را هم داده بود، شکایت می‌کردم که این کار را انجام ندادم». او همچنین گفته «ما مستندات این حادثه را در اختیارداریم و شواهدی هست که باید در مقابل آن پاسخگو باشند، امیدواریم که رسیدگی به آن با سرعت بیشتری انجام شود و ما از پیگیری ان خسته نخواهیم شد».

## دیگر سانحه‌های سی-۱۳۰ ایران
به گزارش «شبکهٔ امنیت هوانوردی»∗ این حادثه ۲۸۱امین حادثهٔ هواپیمای سی-۱۳۰ و از بابت تلفات چهارمین حادثه‌ای است که تا کنون در سطح جهان برای این نوع هواپیما روی داده‌است. همچنین این حادثه از نظر تلفات تا به امروز در ردهٔ هفتم حوادث هوایی ایران قرار دارد. دیگر سوانح روی داده برای این نوع هواپیما در ایران در زیر فهرست شده‌اند:
1. ۲۵ ژوئن ۲۰۰۳ یک فروند سی-۱۳۰ به خاطر مشکلات فنی سقوط کرد. در این حادثه ۷ نفر کشته شدند.
2. ۲ فوریه ۲۰۰۰ یک فروند سی-۱۳۰ هنگام بلند شدن از فرودگاه مهرآباد سقوط کرده و به یک ایرباس ۳۰۰ هواپیمایی هما برخورد کرد. در این حادثه ۱۰ نفر کشته شدند.
3. ۱۳ مارس ۱۹۹۷ یک فروند سی-۱۳۰ به خاطر نقص موتور نزدیکی مشهد سقوط کرد و ۸۶ نفر کشته شدند.
4. ۱۷ مارس ۱۹۹۴ یک فروند سی-۱۳۰ نیروی هوایی ایران بر فراز ارمنستان سرنگون شد و ۳۲ نفر کشته شدند.
5. ۲ نوامبر ۱۹۸۶، ۹۸ کشته
6. ۱۵ اکتبر ۱۹۸۶،  یک فروند توسط میگ-۲۱ عراق سرنگون شد
7. ۲۹ سپتامبر ۱۹۸۱، ۸۰ کشته
8. ۱۹ ژوئن ۱۹۷۹، ۵ کشته
9. ۱۹ سپتامبر ۱۹۷۸، ۹ کشته
10. ۲۱ دسامبر ۱۹۷۶، ۹ کشته
11. ۲۸ فوریه ۱۹۷۴، ۱۰ کشته
12. ۷ آوریل ۱۹۶۹، تلفات نامشخص
13. ۱۸ آوریل ۱۹۶۷، ۲۳ کشته

### فیلم
- گزارشی راجع به سقوط هواپیما، پروندهٔ WMV, خبرگزاری انتخاب

### تصاویر
- حضور خانواده‌های داغدار قربانیان مقابل پزشکی قانونی کهریزک، وب‌گاه خبرگزاری فارس.
- تصاویری جدید از روز حادثه، وب‌گاه Getty Images.
- عکس‌های افراد از حادثه در وب‌گاه بی.بی. سی فارسی

### تحلیل‌ها
- سقوط هواپیما و مسؤولیت دولت‌های ایران و آمریکا، مصاحبهٔ دویچه‌وله فارسی با «هوشنگ امیر احمدی».
- پرواز به هر قیمت، عضوی از صنعت هوانوردی ایران، طرح پرسش‌هایی فنی از سوی یک کارشناس در مورد این سانحه، وب‌گاه خبری گویا.
- استیضاح وزیر دفاع؛ سیاسی یا غیرسیاسی، شرق آن‌لاین.